# 孔云童
孔云童（5世紀—？），一名云章，会稽山阴人，孔子三十三代孙，孔休源长子，孔宗笵之兄。
孔云童很有父亲孔休源的风范，他笃信佛教的道理，奉持经戒，官至南梁岳阳王府咨议、东扬州别驾。